# Raymond Kalla
Raymond Koned Kalla Nkongo (Douala, 24 d'abril de 1975) és un exfutbolista camerunès, que jugava en la posició de defensa.

## Trajectòria
Inicia la seua carrera professional al Canon Sportif de Yaoundé, d'on sortiria per jugar a Europa, al Panachaiki FC grec i al CF Extremadura de la competició espanyola, on seria una de les peces clau del seu equip.
El 2002 marxa al VfL Bochum alemany. La temporada 05/06 recala al Sivasspor de la Süper Lig turca.
Abans de retirar-se, milita dos anys a l'Union Douala.

## Selecció
Kalla ha disputat 61 partits amb la selecció de futbol del Camerun, i ha participat en tres Mundials: 1994, 1998 i 2002. Després d'aquest últim, va anunciar la seua retirada internacional a causa de desavinences amb la federació tot i que posteriorment hi retornaria.
El 2006, seleccionat per a la Copa d'Àfrica, es veu afectat per les lesions, que obliguen a la seua retirada definitiva. Abans, el 2000, ja va participar en el màxim torneig continental.